# Plasteikopf
Der Plasteikopf ist ein 2355 m ü. M. hoher Berg im liechtensteinischen Rätikon. Westlich unterhalb des Gipfels befinden sich die Alp Lawena und das Lawenatal, die zur Gemeinde Triesen gehören. Etwa anderthalb Kilometer südlich liegt der Grauspitz und mit ihm die Landesgrenze zur Schweiz.
Über den Gipfel des Plasteikopfes führen keine Wanderwege. Der Liechtensteiner Alpenverein bewertet den Schwierigkeitsgrad bei der Besteigung mit T5 (Anspruchsvolles Alpinwandern) auf der SAC-Wanderskala.

## Einzelnachweis
1. ↑  Geoserver der Schweizer Bundesverwaltung (Hinweise)
2. ↑  Plasteikopf. Liechtensteiner Alpenverein, abgerufen am 23. November 2024.